# Даннау
Даннау (нім. Dannau) — громада в Німеччині, розташована в землі Шлезвіг-Гольштейн. Входить до складу району Плен. Складова частина об'єднання громад Лютьєнбург.
Площа — 9,12 км2. Населення становить 600 ос. (станом на 31 грудня 2020).